# Range extender

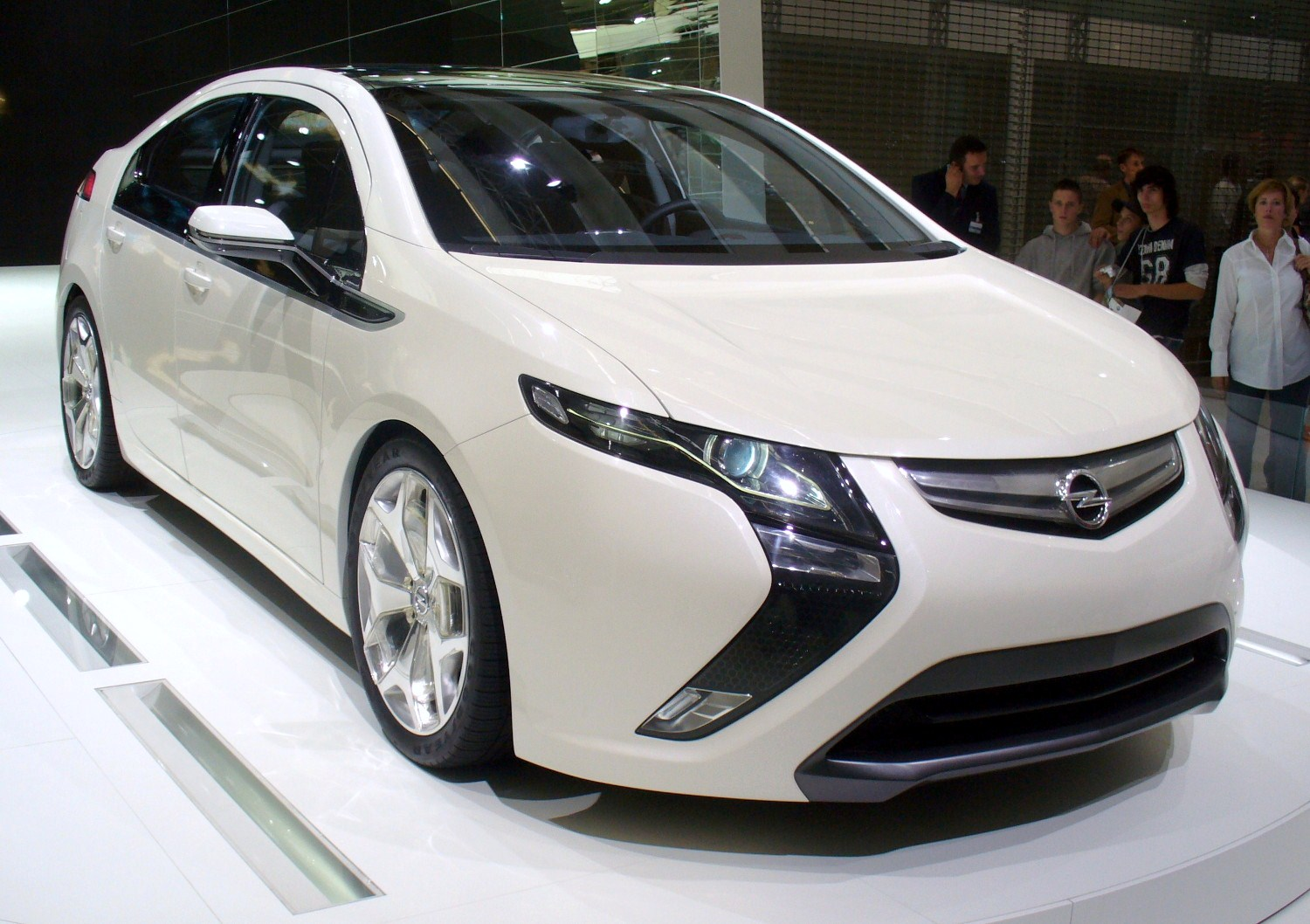
Opel Ampera

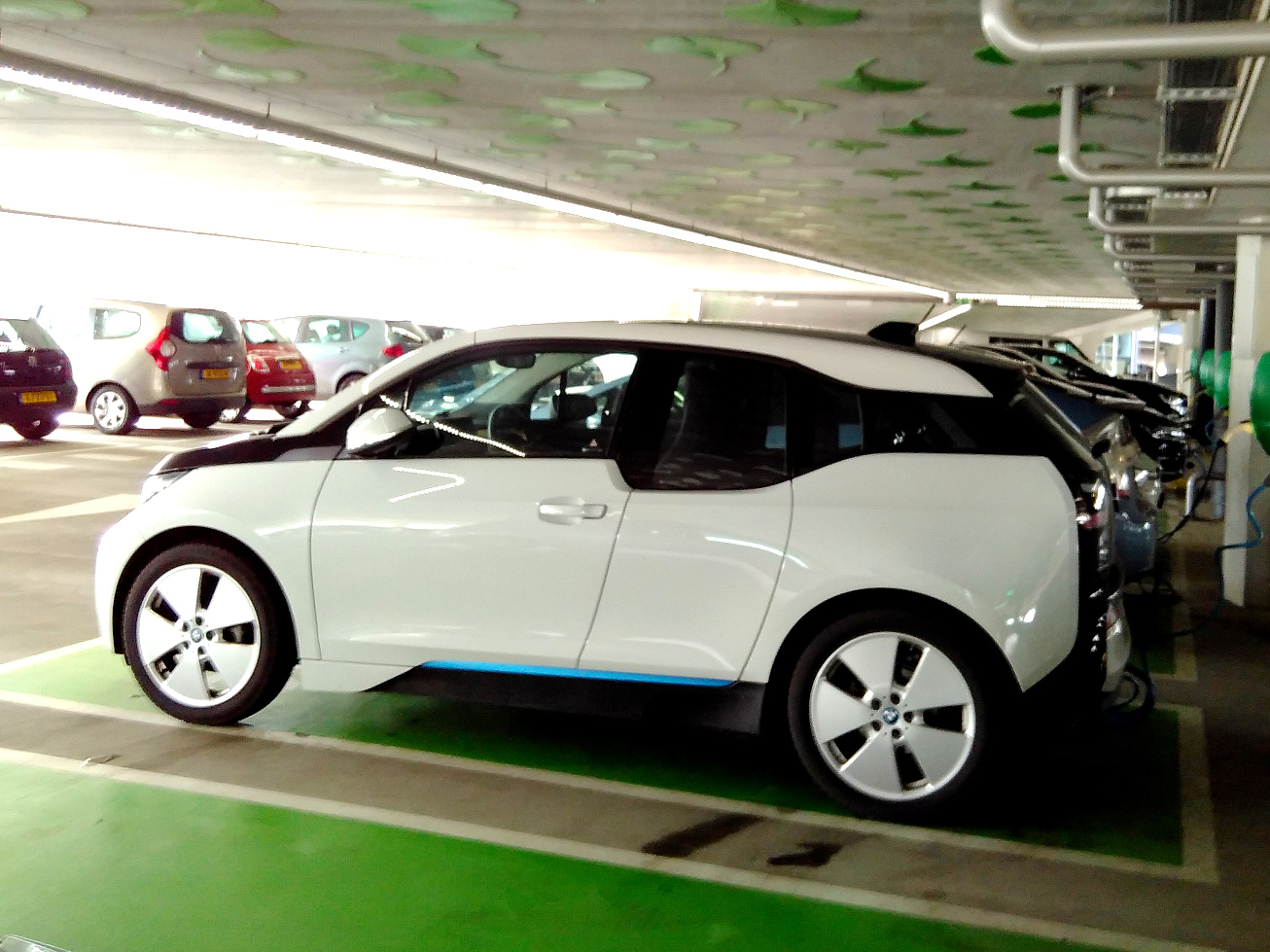
BMW i3

Een range extender (in het Nederlands: bereikvergroter) is een kleine benzine- of dieselmotor in een elektrische auto, die uitsluitend dient om de accu op te laden. De auto noemt men range extender vehicle (REV). De range extender drijft niet de wielen aan. De range extender wordt automatisch ingeschakeld wanneer de accu bijna leeg is. De functie van de range extender is de actieradius van de auto te vergroten. Net als bij alle elektrische auto's wordt de accu opgeladen met een stekker, het is dus een 'plug-in' of 'stekkerauto'. Ondanks het feit dat dit type auto twee verschillende motoren aan boord heeft, is het geen plug-inhybride, omdat bij een hybride auto zowel de elektromotor als de benzinemotor de wielen aandrijven. De ANWB deelt de REV in in de groep 'semi-elektrische auto'.
Voorbeelden van voertuigen met range extender zijn de Opel Ampera, de BMW i3, de Nissan E-Power en de sportauto Fisker Karma. Op het moment dat de range extender (een verbrandingsmotor) ingeschakeld is, is het voertuig geen zero-emissions voertuig meer, omdat het dan CO2 uitstoot.
Er zijn ook elektrische bussen met range extender leverbaar, zoals de Citea Low Floor Electric.